# Guido di Lusignano
Guido di Lusignano (in francese: Guy de Lusignan; Poitou, 1150 circa – Nicosia, 1194) è stato un cavaliere medievale francese, figlio di Ugo VIII di Lusignano. Sposatosi nel 1180 con Sibilla, figlia del re Amalrico I di Gerusalemme e sorella del re Baldovino IV, a causa del grave stato di salute di quest'ultimo, Guido fu nominato reggente del Regno per il giovanissimo figliastro Baldovino V, figlio di Sibilla e del suo primo marito. Dopo la morte nel 1185 di Baldovino IV e quella nel 1186 di Baldovino V, Sibilla venne incoronata regina di Gerusalemme e, in quanto suo marito, lo stesso Guido ottenne il titolo regio (jure uxoris).
Il regno di Guido e Sibilla fu caratterizzato da un aumento delle ostilità con gli Ayyubidi governati dal sultano Saladino (Ṣalāḥ al-Dīn), culminate nella battaglia di Hattin (Ḥaṭṭīn) nel luglio del 1187 - durante la quale Guido fu catturato - che diede l'avvio alla disfatta di Gerusalemme stessa, la cui caduta avvenne tre mesi dopo (2 ottobre 1187)
Dopo la morte della moglie Sibilla nel 1190, si aprì una disputa che alla fine si concluse con la salita al trono di quel che rimaneva del Regno di Gerusalemme di Isabella I, sorellastra di Sibilla, e del marito Corrado degli Aleramici, già marchese del Monferrato. Per compensare la perdita del Regno, Guido, nel 1192, acquistò dai Cavalieri Templari la terra di Cipro e vi regnò come re (anche se non vi era nessuna concessione legale) fino alla morte; alla sua dipartita gli successe il fratello Amalrico II, il quale ottenne il titolo regio da Enrico VI di Svevia, imperatore del Sacro Romano Impero.

## Biografia

### Infanzia

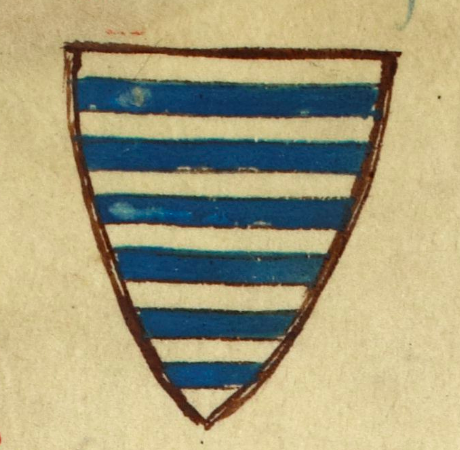
Lo stemma dei Lusignano nellHistoria anglorum

Sesto degli otto figli di Ugo VIII di Lusignano, sembra non brillasse per la sua intelligenza. Più tardi, tuttavia, il poeta Ambrogio Normanno scriverà che egli aveva tutte le qualità:
fors d’une teiche qu’il aveit,
celle que nul mal ne saveit,
celle que l’on claime simplesse.

### Giovinezza

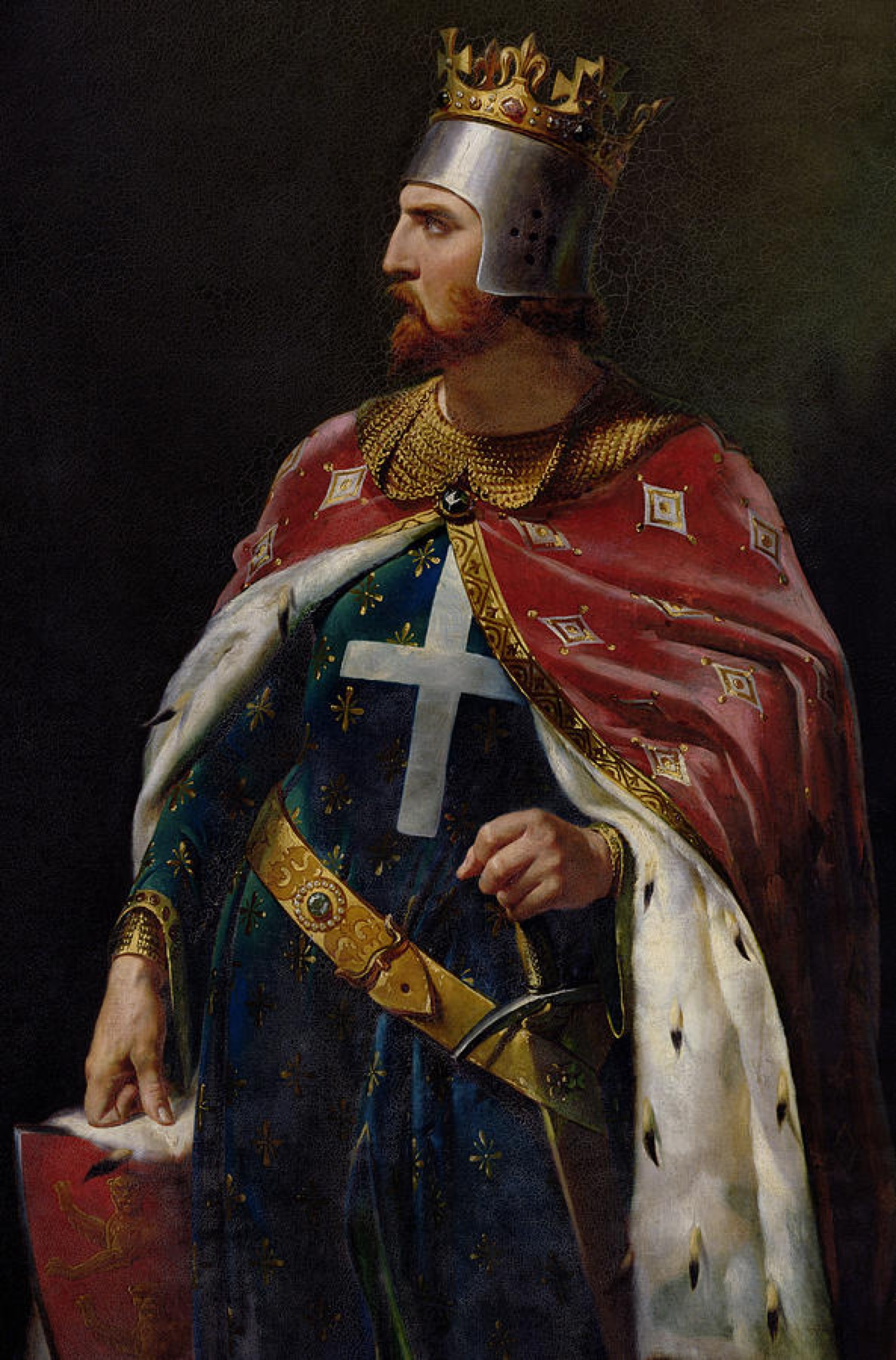
Riccardo I d'Inghilterra, in un ritratto 1841 realizzato da Merry-Joseph Blondel.

Nel 1168 Guido e i suoi fratelli catturarono e uccisero Patrick, primo conte di Salisbury, di ritorno da un pellegrinaggio. La pena per il delitto fu l'espulsione dal Poitou, disposta dal loro signore feudale, Enrico II Plantageneto, re d'Inghilterra, duca di Normandia, conte d'Angiò e del Maine e duca consorte del ducato d'Aquitania, e del ducato di Guascogna.
Guido lasciò la terra natale e giunse a Gerusalemme fra il 1174 e il 1180. Proprio nel 1174 suo fratello Amalrico sposò la figlia di Baldovino di Ibelin ed ebbe accesso alla corte reale di Gerusalemme. Su di lui cadde presto la protezione di Agnese di Courtenay, madre divorziata di re Baldovino IV di Gerusalemme, detentrice della contea di Giaffa e Ascalona e risposata con Reginaldo di Sidone.

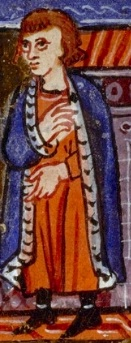
Raimondo III di Tripoli

Amalrico fu nominato connestabile di Agnese a Giaffa e in seguito Connestabile del Regno. Fra i suoi oppositori correva voce che egli fosse l'amante di Agnese, ma questa notizia non è storicamente attendibile.
Con tutta probabilità, comunque, fu proprio il modo in cui avvennero le sue promozioni ad allontanarlo dall'orbita politica della famiglia Ibelin, alleata con Raimondo III di Tripoli, cugino di Amalrico I ed ex Bailli ("reggente") del regno. Quello che è certo è che il successo di Amalrico di Lusignano agevolò notevolmente l'ascesa politica e sociale di Guido, quale che sia la data dell'arrivo di quest'ultimo a Gerusalemme.

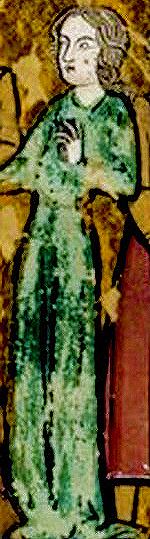
Miniatura del XIII secolo raffigurante Sibilla di Gerusalemme

Secondo alcune fonti (in particolare Guglielmo di Tiro ed Ernoul) Agnese era preoccupata del fatto che i suoi rivali politici, capeggiati di Raimondo di Tripoli, fossero determinati ad esercitare un sempre maggiore controllo sulla corte di Gerusalemme, facendo pressioni affinché la principessa Sibilla, figlia di Agnese, accettasse di sposare una persona di loro gradimento. Giocando d'anticipo, Agnese mise in guardia suo figlio, il re Baldovino IV dai piani degli avversari e lo convinse dell'opportunità di dare Sibilla, vedova di Guglielmo del Monferrato e incinta di un figlio, in moglie a Guido di Lusignano.
A questo proposito, Ernoul afferma che Amalrico, protetto della madre del re, condusse Guido a Gerusalemme proprio per concludere l'accordo di nozze con Sibilla. Tuttavia pare che il re - molto meno malleabile di come rappresentato dagli storici di allora - cercasse di fare del matrimonio della sorella un valido investimento per il futuro: per Baldovino era di vitale importanza che Sibilla sposasse un principe straniero che, all'occorrenza, potesse offrire un concreto appoggio esterno, piuttosto che qualche esponente della nobiltà locale.

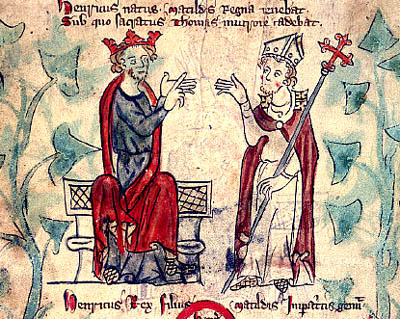
Rappresentazione di una disputa fra Enrico II d'Inghilterra e Thomas Becket.

Venuta meno la possibilità di un legame con la Francia per l'avvento al trono del nuovo re Filippo II, ancora minorenne, la principale speranza di un aiuto esterno fu incarnata dal cugino di Baldovino, Enrico II d'Inghilterra, il quale doveva al papa un pellegrinaggio di penitenza per l'assassinio di Tommaso Becket. Guido era un vassallo ribelle di Enrico II, il quale aveva quindi un interesse concreto a che il Lusignano rimanesse all'estero.

### Matrimonio

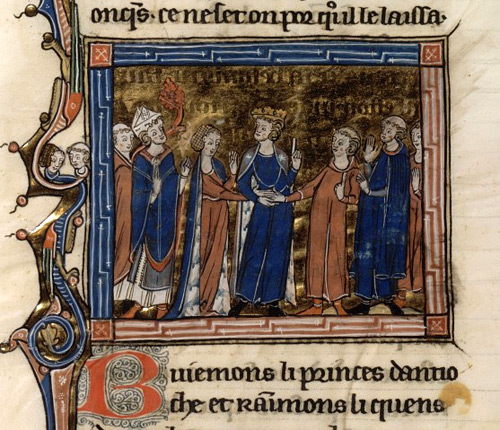
Il matrimonio tra Guido e Sibilla di Gerusalemme da un codice del XIII secolo

Guido e Sibilla furono frettolosamente uniti in matrimonio la domenica di Pasqua del 1180, a quanto pare per prevenire un colpo di mano della fazione di Raimondo, che tentava di imporre il matrimonio di Sibilla con Baldovino di Ibelin, cognato di Amalrico di Lusignano, o con qualche altro nobile alleato. Dall'unione con la sorella del re, Guido ottenne anche il titolo di Conte di Giaffa e Ascalona e quello di Bailo o Balivo di Gerusalemme. La coppia mise al mondo due figlie, Alice e Maria. All'epoca, Sibilla aveva già un figlio, Baldovino, generatole dal primo marito Guglielmo Lungaspada del Monferrato.

### Reggente

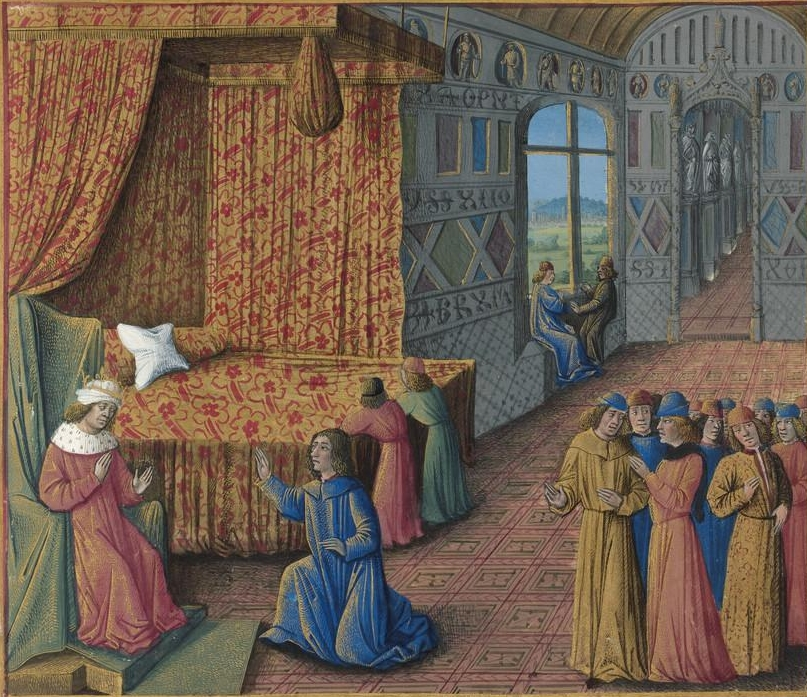
Baldovino V di Gerusalemme nomina Guido di Lusignano reggente in una miniatura

Ambizioso com'era, Guido convinse re Baldovino a nominarlo reggente all'inizio del 1182. Ma il rapporto di fiducia fra lui e il sovrano era destinato a vita breve: il regno di Gerusalemme viveva un periodo di tregua col Saladino, al quale Guido, insieme a Rinaldo di Châtillon, lanciò ripetute provocazioni. La reazione non si fece attendere, ma le doti di Guido sul campo di battaglia lasciarono molto a desiderare, soprattutto in occasione dell'assedio di Krak. L'episodio contribuì a spegnere definitivamente la fiducia del re nei suoi confronti, al punto che tra la fine del 1183 e il 1184 Baldovino IV cercò ostinatamente di ottenere l'annullamento del matrimonio fra Guido e la sorella, il che dimostrava anche quanto il re tenesse a cuore Sibilla. Baldovino aveva desiderato un cognato leale e fu perciò fortemente contrariato dal temperamento caparbio e spesso disobbediente di Guido. In questi anni, Sibilla rimase relegata ad Ascalona, ma forse non contro la sua volontà.

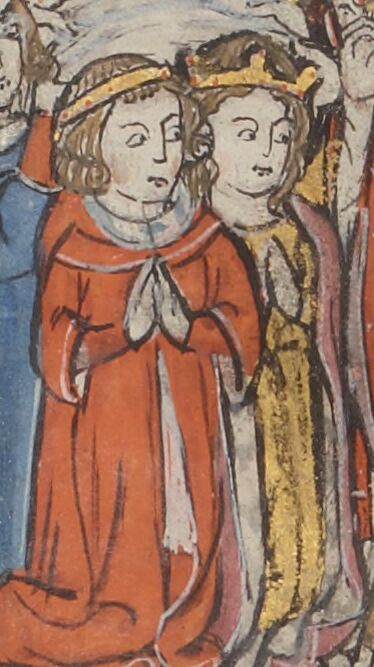
Isabella di Gerusalemme

Fallito il tentativo di forzare la sorella ed erede al proprio volere e di allontanarla da Guido, il re e l'Alta Corte si risolsero a modificare la linea di successione, ponendo il piccolo Baldovino in precedenza rispetto alla madre Sibilla. Inoltre, istituirono un processo col compito di individuare la legittima erede fra Sibilla e l'altra sorella Isabella, alla quale Baldovino e l'Alta Corte riconobbero pari diritti di successione. Guido fu sostanzialmente tenuto ai margini della famiglia reale e tale rimase fino al 1186, anno dell'ascesa al trono di sua moglie.

### Re Consorte di Gerusalemme

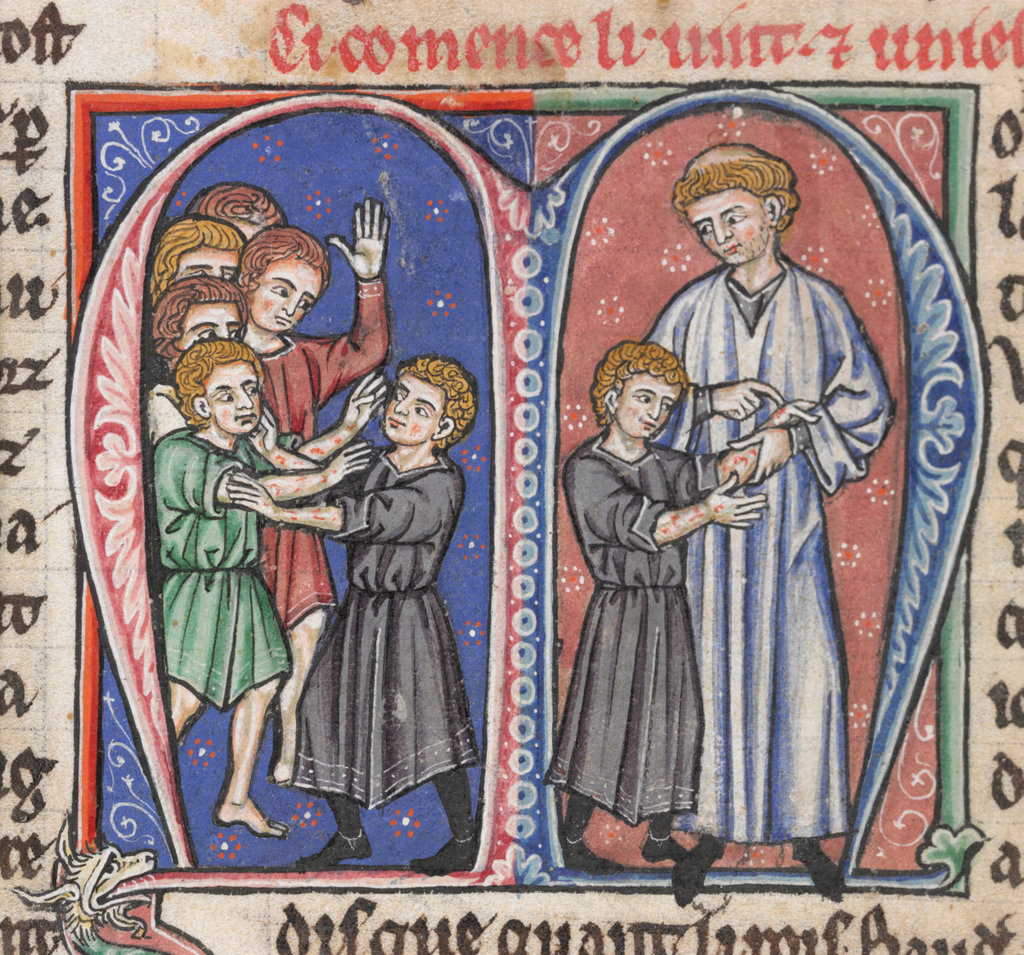
Guglielmo di Tiro riconosce la malattia di Baldovino IV di Gerusalemme

Nel 1185 Baldovino IV, già da tempo malato, morì di lebbra, e il nipote Baldovino V divenne re. Di appena sette anni e di salute cagionevole, il giovanissimo sovrano morì appena un anno dopo, nell'estate del 1186. Guido e Sibilla giunsero a Gerusalemme per i funerali, accompagnati da una scorta armata che egli pose a guarnigione della città. Mentre Raimondo III di Tripoli, intenzionato a difendere ad ogni costo la propria influenza, avviava trattative per convocare l'Alta Corte con l'appoggio della Regina Madre Maria Comnena, Sibilla fu incoronata regina di Gerusalemme dal Patriarca Eraclio.
Reginaldo di Chatillon guadagnò alla nuova sovrana un vasto consenso popolare affermando che ella era «li plus apareissanz et plus dreis heis dou rouame» («la più evidente e legittima erede del regno»). Col manifesto appoggio della Chiesa, Sibilla fu sovrana indiscussa.

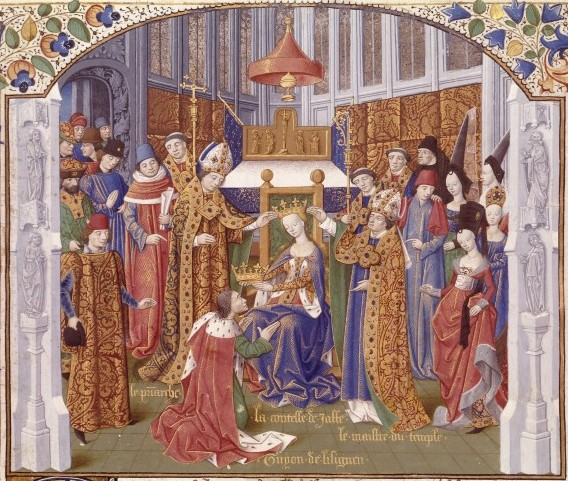
L'incoronazione di Guido di Lusignano

Restava però da chiarire la posizione di Guido: prima della sua incoronazione, infatti, Sibilla aveva concordato con gli oppositori interni alla corte che avrebbe annullato il proprio matrimonio con Guido per venire incontro alle loro richieste, purché avesse avuto piena libertà nello scegliere il successivo consorte. Ma proprio in forza del suo diritto a scegliere un nuovo marito, con grande stupore della fazione rivale, Sibilla sposò di nuovo Guido. Con un gesto dal grande significato simbolico, la regina rimosse la corona dal proprio capo e la pose nelle mani del marito, permettendogli di incoronarsi da solo.
Come scrisse Bernard Hamilton:

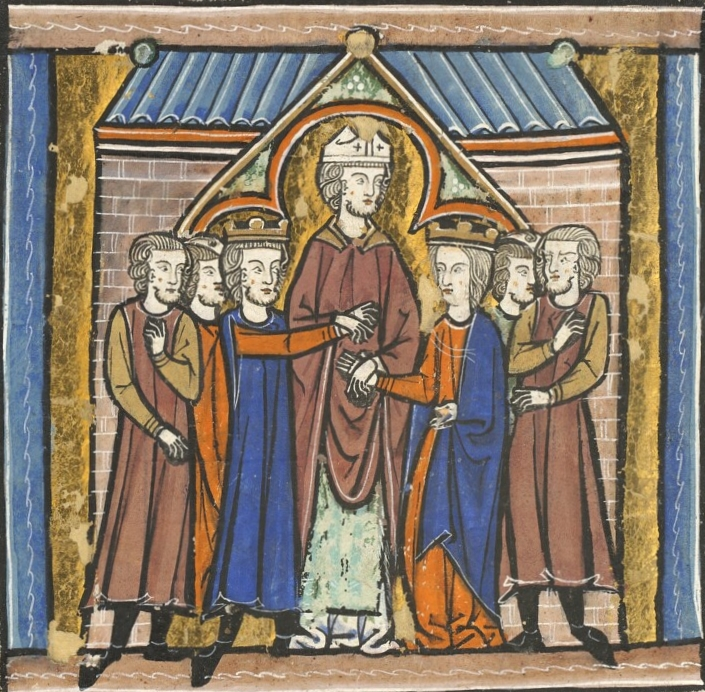
Le nozze di Amalrico I e Maria Comnena

Isabella, sorellastra di Sibilla, e suo marito Umfredo IV di Toron erano invece i candidati al trono sostenuti da Maria Comnena, Raimondo III e la famiglia Ibelin. L'ascesa di Sibilla non spense le loro rivendicazioni, poiché essi potevano contare su un'importante argomentazione: il matrimonio di Amalrico I ed Agnese di Courtenay, genitori di Sibilla e Baldovino, era stato annullato e i due figli erano stati legittimati solo grazie all'intervento della Chiesa. Isabella, invece, figlia legittima di Amalrico e Maria Comnena, era investita di pieni diritti e pertanto vista da molti come l'erede legittima.
Tuttavia, Umfredo non volle appoggiare le pretese della moglie e si dissociò dalle rivendicazioni della fazione a lei favorevole, giurando fedeltà alla regina Sibilla. Proprio Umfredo sarebbe diventato uno dei più stretti alleati di Guido nel regno.

### Battaglia di Hattin e caduta di Gerusalemme

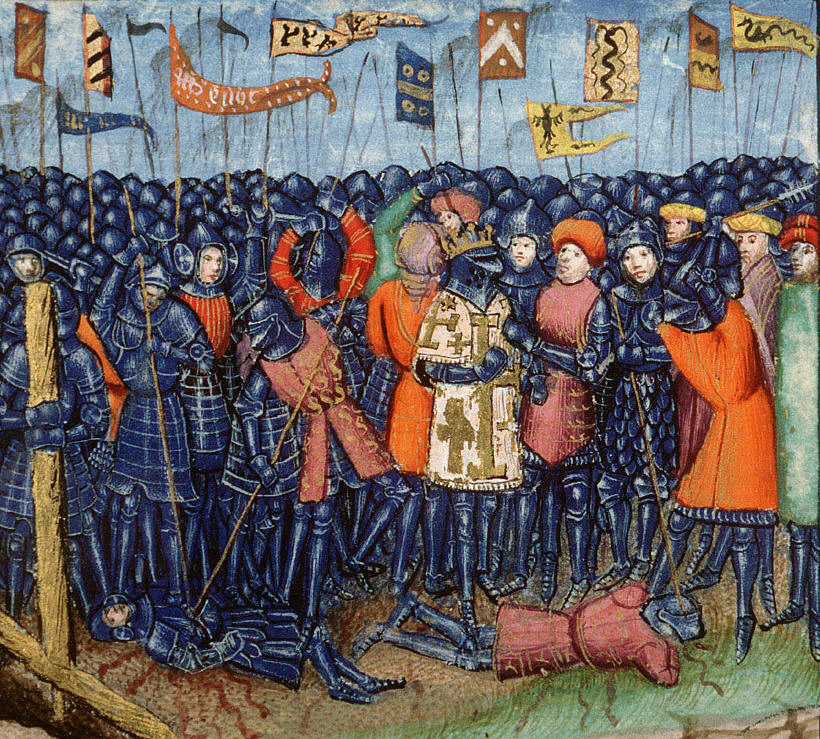
Guido e i suoi uomini nella Battaglia di Hattin

La prima e più immediata urgenza da affrontare per i nuovi sovrani fu la necessità di tenere sotto controllo l'avanzata di Saladino. Nel 1187, contro i consigli di Raimondo III, Guido tentò di rompere l'assedio dei musulmani alla città di Tiberiade, ma le sue milizie furono circondate e tagliate fuori dai rifornimenti di acqua. Il 4 luglio, l'esercito di Gerusalemme fu completamente annientato in quella che passò alla Storia come la battaglia di Hattin. Guido fu uno dei pochissimi prigionieri catturati dai nemici dopo la battaglia, insieme al fratello Goffredo, a Rinaldo di Chatillon e Umfredo di Toron.

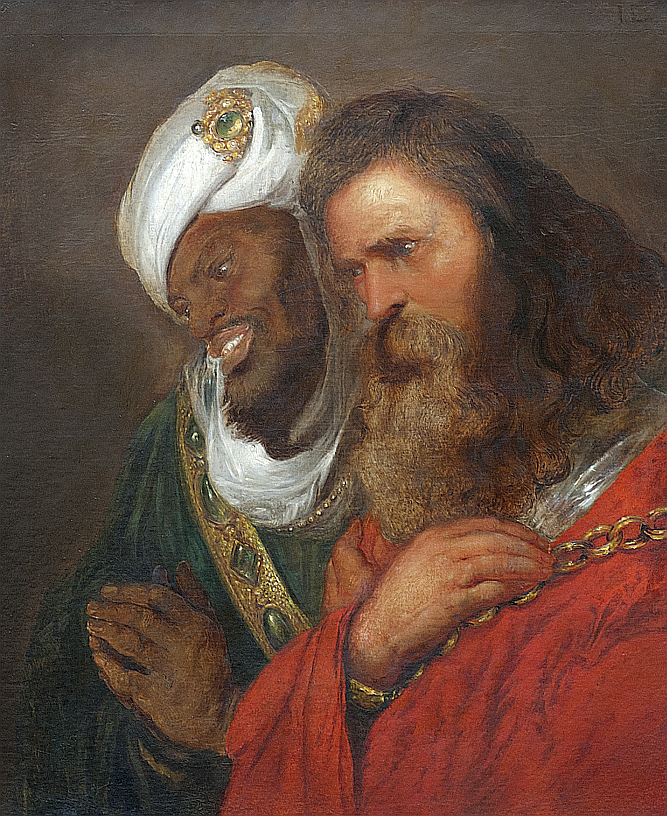
Un dettaglio dell'Adorazione dei Magi di Peter Paul Rubens in cui compaiono Guido e il Saladino

Intorno all'episodio della loro prigionia presso il campo dei musulmani, sono giunti fino a noi alcuni racconti significativi sul carattere e il temperamento del Saladino. Secondo le cronache, i prigionieri, esausti, furono condotti nella tenda del comandante musulmano, che mostrò tutta la sua generosità offrendo a Guido un calice d'acqua per placare la sua sete. Mentre beveva, Rinaldo tolse il boccale dalle labbra del compagno e, senza il permesso di Saladino, bevve dallo stesso calice.
Saladino, subito con la spada gli tolse il bicchiere dalle mani, e con pesanti accuse, gli mozzò la testa. Guido si mise in ginocchio pensando di essere il prossimo. Saladino cercò di tranquizzarlo dicendogli «I re non uccidono altri re».

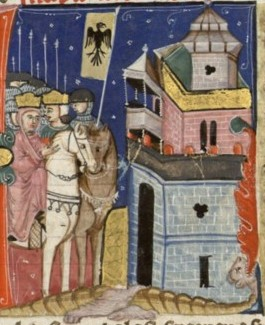
Guido davanti a Tiro

Mentre Guido restava in prigionia a Damasco, Sibilla, con l'appoggio di Baliano di Ibelin, affrontò la difesa di Gerusalemme, ma il 2 ottobre la città cadde nelle mani del Saladino. La regina pregò allora il suo nemico di rilasciare il marito, che fu infatti riconsegnato nel 1188. Guido e Sibilla trovarono riparo a Tiro, l'unica città rimasta nelle mani dei Cristiani grazie alla difesa opposta da Corrado del Monferrato, fratello minore del primo marito di Sibilla.

### Rivalità con Corrado

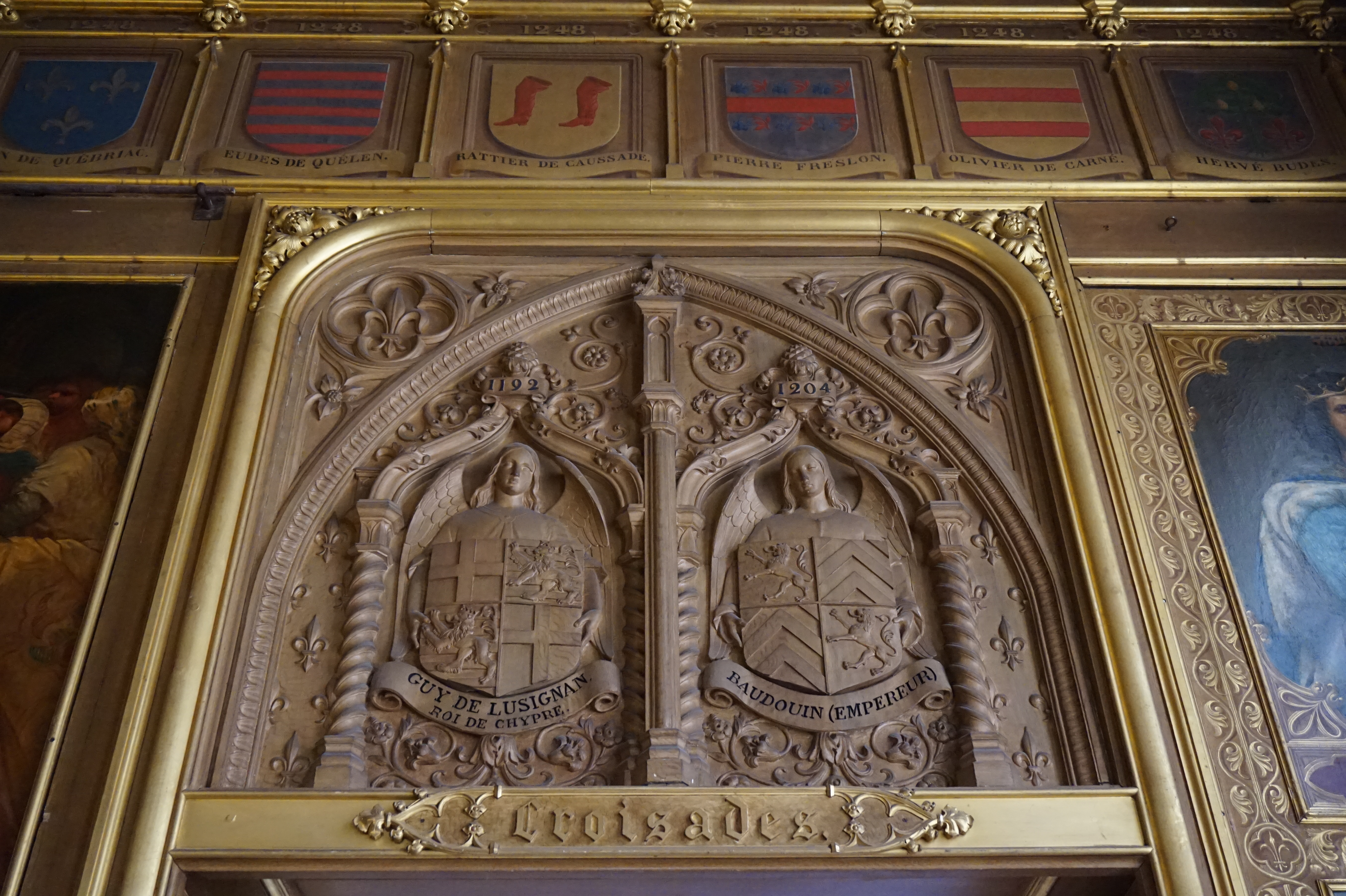
Lo stemma di Guido di Lusignano nella Terza sala delle Crociate della Reggia di Versailles

Corrado negò l'ospitalità ai due coniugi, che rimasero accampati fuori le mura della città per mesi. Poi Guido prese l'iniziativa e pose d'assedio la città di San Giovanni d'Acri in anticipo sull'arrivo dell'avanguardia della terza crociata. La regina lo seguì, ma morì durante un'epidemia nell'estate del 1190 insieme alle due giovani figlie. I membri superstiti dell'Alta Corte dichiararono che la morte di Sibilla privava Guido della sua autorità di re consorte e assegnarono la corona a Isabella. La famiglia Ibelin impose un rapido divorzio di Isabella da Umfredo e combinò un nuovo matrimonio con lo stesso Corrado. Guido continuò comunque a rivendicare la dignità regia fino al 1192.

### Assedio di Acri

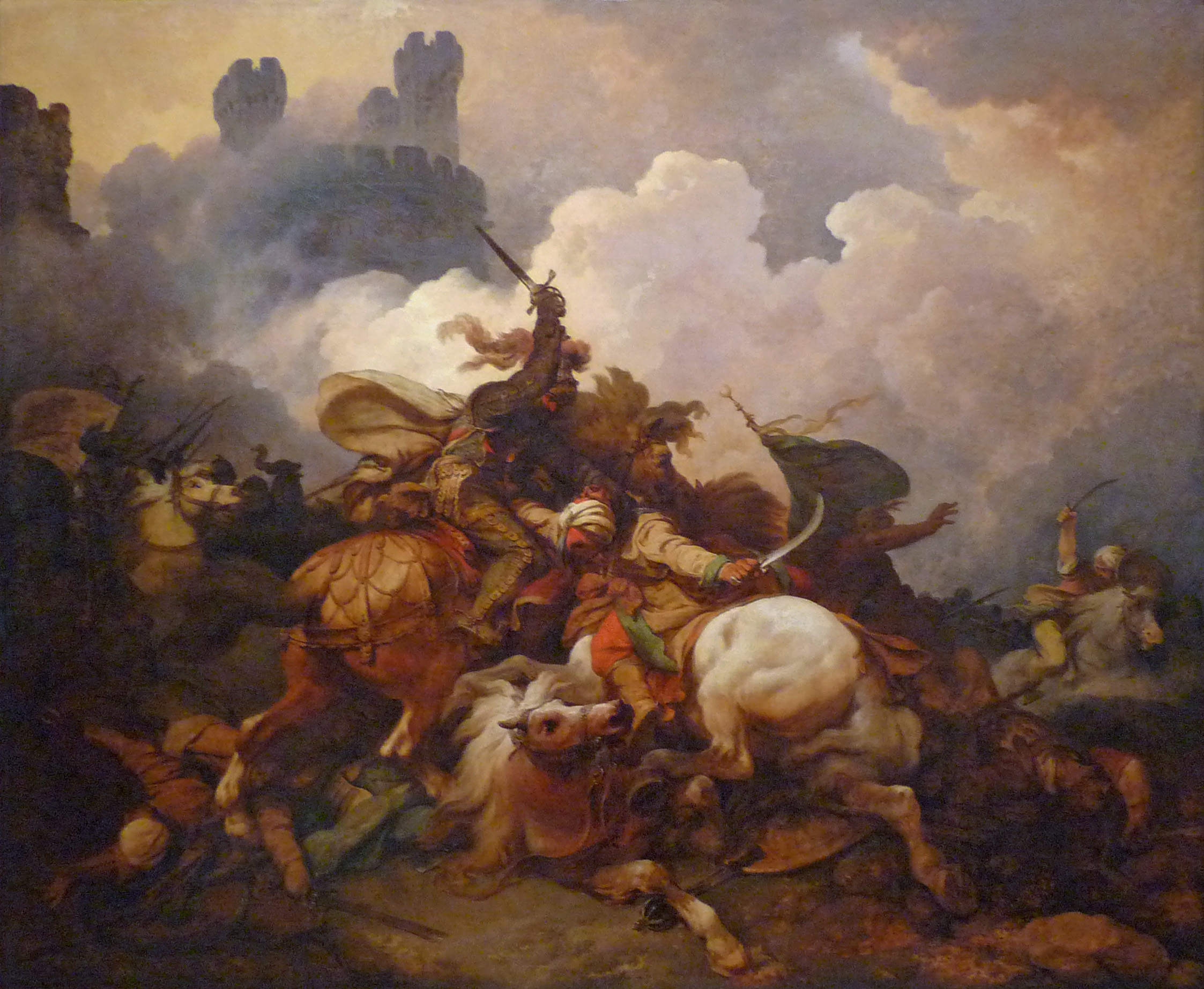
Riccardo Cuor di Leone durante l'Assedio di Acri

Nel 1191 Guido lasciò San Giovanni d'Acri con una piccola flotta e sbarcò a Limassol, sull'isola di Cipro.
Qui cercò l'appoggio di Riccardo I d'Inghilterra, di cui era stato vassallo in Poitou, gli giurò fedeltà, partecipò al suo matrimonio con Berengaria di Navarra e prese parte alla campagna contro Isacco Comneno di Cipro.
In cambio, Riccardo arrivò a San Giovanni d'Acri ed offrì il proprio supporto a Guido nello scontro con Corrado, sostenuto quest'ultimo da Filippo II di Francia e Leopoldo V d'Austria, suoi parenti.

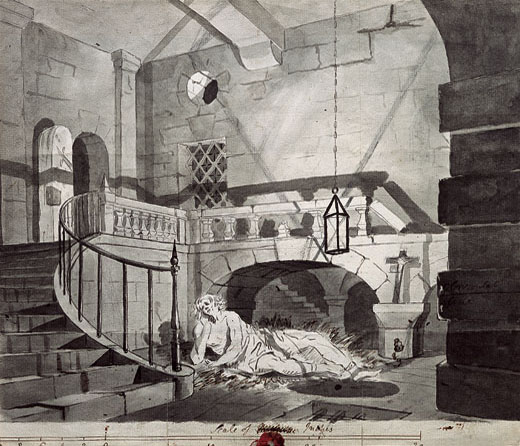
Il Re in prigione in un disegno di Joseph Wright of Derby

Il conflitto proseguì con un nuovo assedio di San Giovanni d'Acri, ma ciò non impedì a Guido di salvare la vita a Corrado quando questi si ritrovò circondato dai propri nemici. A questo punto fu raggiunto fra le parti un accordo temporaneo in base al quale Guido avrebbe mantenuto la dignità regia per tutta la vita. Ma la successione sarebbe stata comunque riconosciuta a Corrado e Isabella o ai loro eredi. Nell'aprile del 1192 Riccardo comprese di non poter far ritorno in patria senza aver definitivamente risolto la questione. Così, il destino della corona fu sottoposto al voto dei baroni del regno: Corrado fu eletto re all'unanimità e Guido accettò la sconfitta. Appena qualche giorno dopo, però, Corrado morì assassinato e Isabella sposò Enrico II di Champagne, nipote di Riccardo. Quando questi morì, nel 1197, Isabella sposò in quarte nozze Amalrico, fratello di Guido, riportando sul trono la stirpe dei Lusignano.

### Signore di Cipro

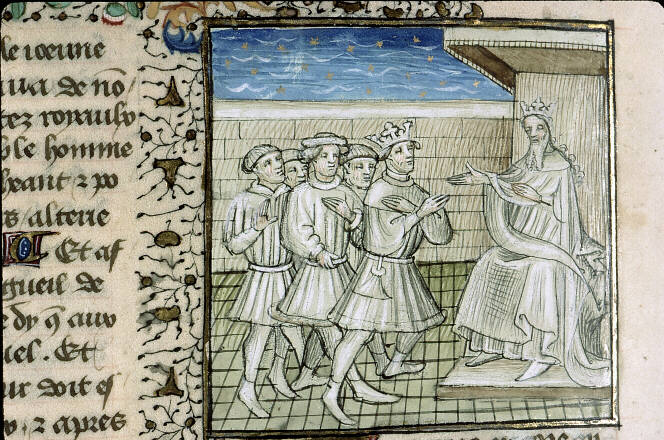
Riccardo I d'Inghilterra riconosce Guido come sovrano di Cipro

Nel frattempo, Guido ottenne la sua ricompensa per la perdita del regno con l'acquisto di Cipro dai Cavalieri Templari. Questi l'avevano ottenuta a loro volta da Riccardo I d'Inghilterra, che l'aveva sottratta a Isacco Comneno. Guido fu riconosciuto giuridicamente Signore di Cipro, ma all'epoca l'isola non era ancora stata costituita in regno. Egli usò comunque il titolo reale come una sorta di continuazione di quello di Gerusalemme, anche se non era un'operazione pienamente legale.
Egli fondò inoltre, nel giorno dell'Ascensione del 1193 nella Cattedrale di Santa Sofia di Nicosia, l'Ordine della Spada e del Silenzio.

### Morte
Guido di Lusignano morì nel 1194 senza lasciare eredi e fu sepolto a Nicosia, nella Chiesa dei Templari. Gli successe il fratello Amalrico, che ottenne la corona dall'imperatore Enrico VI. I discendenti della Casa di Lusignano continuarono a reggere il trono di Cipro fino al 1474.

## Discendenza
Guido da Sibilla ebbe due figlie:
- Alice ( † estate 1190), morta in giovane età[6];
- Maria ( † estate 1190), morta in giovane età[6].

## Ascendenza
|                        |                      |                      | Genitori             |  |  | Nonni |  |  | Bisnonni            |  |  | Trisnonni          |  |
|                        |                      |                      |                      |  |  |       |  |  | Ugo VI di Lusignano |  |  | Ugo V di Lusignano |  |
|                        |                      |                      |                      |  |  |       |  |  | Ugo VI di Lusignano |  |  | Ugo V di Lusignano |  |
|                        |                      | Almodis de La Marche |                      |  |  |       |  |  | Ugo VI di Lusignano |  |  |                    |  |
| Ugo VII di Lusignano   |                      |                      |                      |  |  |       |  |  | Ugo VI di Lusignano |  |  |                    |  |
|                        |                      | Ildegarda di Thouars | Amaury IV de Thouars |  |  |       |  |  |                     |  |  |                    |  |
|                        |                      | Ildegarda di Thouars | Amaury IV de Thouars |  |  |       |  |  |                     |  |  |                    |  |
|                        |                      | Ildegarda di Thouars | Amelina              |  |  |       |  |  |                     |  |  |                    |  |
| Ugo VIII di Lusignano  |                      | Ildegarda di Thouars |                      |  |  |       |  |  |                     |  |  |                    |  |
|                        |                      | …                    | …                    |  |  |       |  |  |                     |  |  |                    |  |
|                        |                      | …                    | …                    |  |  |       |  |  |                     |  |  |                    |  |
|                        |                      | …                    | …                    |  |  |       |  |  |                     |  |  |                    |  |
| Sarracina de Lezay     |                      | …                    |                      |  |  |       |  |  |                     |  |  |                    |  |
|                        |                      | …                    | …                    |  |  |       |  |  |                     |  |  |                    |  |
|                        |                      | …                    | …                    |  |  |       |  |  |                     |  |  |                    |  |
|                        |                      | …                    | …                    |  |  |       |  |  |                     |  |  |                    |  |
| Guido di Lusignano     |                      | …                    |                      |  |  |       |  |  |                     |  |  |                    |  |
|                        | Amaury III de Rançon | Géraud de Rançon     |                      |  |  |       |  |  |                     |  |  |                    |  |
|                        | Amaury III de Rançon | Géraud de Rançon     |                      |  |  |       |  |  |                     |  |  |                    |  |
|                        | Amaury III de Rançon | Ermengarda           |                      |  |  |       |  |  |                     |  |  |                    |  |
| Geoffroy de Rançon     | Amaury III de Rançon |                      |                      |  |  |       |  |  |                     |  |  |                    |  |
|                        |                      | Burgonde de Craon    | Robert de Nevers     |  |  |       |  |  |                     |  |  |                    |  |
|                        |                      | Burgonde de Craon    | Robert de Nevers     |  |  |       |  |  |                     |  |  |                    |  |
|                        |                      | Burgonde de Craon    | Avoise de Sablé      |  |  |       |  |  |                     |  |  |                    |  |
| Bourgogne de Rançon    |                      | Burgonde de Craon    |                      |  |  |       |  |  |                     |  |  |                    |  |
|                        |                      | Pierre de Moncontour | …                    |  |  |       |  |  |                     |  |  |                    |  |
|                        |                      | Pierre de Moncontour | …                    |  |  |       |  |  |                     |  |  |                    |  |
|                        |                      | Pierre de Moncontour | …                    |  |  |       |  |  |                     |  |  |                    |  |
| Fossilia de Moncontour |                      | Pierre de Moncontour |                      |  |  |       |  |  |                     |  |  |                    |  |
|                        |                      | …                    | …                    |  |  |       |  |  |                     |  |  |                    |  |
|                        |                      | …                    | …                    |  |  |       |  |  |                     |  |  |                    |  |
|                        |                      | …                    | …                    |  |  |       |  |  |                     |  |  |                    |  |
|                        |                      | …                    |                      |  |  |       |  |  |                     |  |  |                    |  |

## Riferimenti nella cultura di massa

### Letteratura
La figura di Guido di Lusignano è protagonista di una novella del Decameron di Giovanni Boccaccio (giornata I, novella 9), dove una gentil donna di Guascogna, passata per Cipro di ritorno dal Santo Sepolcro di Gerusalemme, viene vilmente oltraggiata da alcuni uomini. Dopo essere venuta a conoscenza della viltà e incapacità del re, decide comunque di presentarsi a lui. Arrivata al suo cospetto, con l'intenzione di mettere alla prova la sua mediocrità, non chiede vendetta, ma gli chiede come egli abbia la pazienza di sopportare ogni giorno oltraggi simili e cosa debba fare lei per superare una tale vergogna. Al che il re "quasi dal sonno si risvegliasse [...] rigidissimo persecutore divenne di ciascuno che contro all'onore della sua corona alcuna cosa commettesse da indi innanzi".
Guido di Lusignano appare anche in numerosi romanzi storici, tra cui Król trędowaty (Il re lebbroso) di Zofia Kossak-Szczucka, The Knight of Dark Renown (I Cavalieri dalla Fama Oscura) di Graham Shelby e Jerusalem (Gerusalemme) di Cecilia Holland. In essi, Guido viene ritratto generalmente come un giovane uomo di bell'aspetto ma dal carattere essenzialmente debole e sciocco. Ronald Welch, nel suo Knight Crusader (Il Cavaliere Crociato) e Jean Plaidy (alias Eleanor Hibbert) in The Heart of the Lion (Il Cuore del Leone) lo dipingono come un personaggio simpatico e cavalleresco. Ma entrambi danno la fuorviante impressione che Guido fosse più giovane di re Riccardo: in realtà, egli era di sicuro più anziano di diversi anni.

### Cinema
Nel film Al Nasser Salah Ad-Din (1963) del regista egiziano Yusuf Shahin, Guido è ritratto come un anziano difensore della pace. Un'altra versione del personaggio fortemente romanzata, in cui Guido è rappresentato come un arrogante ma affascinante delinquente, è interpretata da Marton Csokas nel film Kingdom of Heaven (in Italia Le crociate - Kingdom of Heaven), uscito nelle sale nel 2005. Questo film distorce completamente la verità storica del suo rapporto con Sibilla; inoltre, lascia intendere che Guido fosse l'unico marito della regina, anche se questa imprecisione viene rettificata nella versione integrale del film, dove appare il figlio di Sibilla, Baldovino V di Gerusalemme, nato appunto dalla sua unione col primo marito defunto.